# Aethelred II
Aethelred o Æthelred II va ser rei de Northúmbria en un període imprecís que podria anar del 854 al 862, amb una interrupció l'any 858, la primera vegada que va arribar al poder va ser en substitució del seu pare Eanred.
Hi ha poca informació sobre el seu regnat. Sembla que va ser expulsat a favor de Raedwulf, el regnat del qual està confirmat per les monedes trobades. Aquest, però, va tenir un breu regnat, ja que va morir en batalla contra els vikings i llavors Aethelred va recuperar el tron. Aethelred va morir assassinat uns anys després, però no es coneixen els detalls d'aquest fet.
La datació del seu regnat és força problemàtic. Segons la bibliografia antiga, va ser destituït l'any 844 i assassinat el 849, però la recent interpretació de la cronologia dels reis northumbris del segle ix, basada en les proves numismàtiques, situen l'inici del seu regnat al voltant de l'any 854, la seva expulsió vers l'any 858, i el seu assassinat cap al 862.
Les noves monedes (styca) que es van encunyar durant el regnat del seu pare, estaven fetes d'un aliatge amb baix contingut de plata i molt de zinc, es van continuar fent durant el seu regnat. Se n'han trobat grans quantitats, algunes de les quals porten el nom d'un encunyador anomenat Eardwulf, que en antics treballs sobre numismàtica es va confondre amb l'avi d'aquest rei, Eardwul.
Æthelred II va ser succeït per Osberht.